# Sant'Eusanio Forconese
Sant'Eusanio Forconese est une commune italienne de la province de L'Aquila, dans la région Abruzzes. La ville a souffert lors du tremblement de terre du 6 avril 2009.

## Monuments et patrimoine
- Le château de Sant'Eusanio Forconese ;
- l'habitat fortifié protohistorique de Monte di Cerro.

## Administration
| Période                                  | Période  | Identité                | Étiquette | Qualité |
| ---------------------------------------- | -------- | ----------------------- | --------- | ------- |
| 29 mai 2007                              | En cours | Giovanni Berardinangelo |           |         |
| Les données manquantes sont à compléter. |          |                         |           |         |

### Hameaux
Casentino.

### Communes limitrophes
Fossa, Ocre, Poggio Picenze, Rocca di Mezzo, San Demetrio ne' Vestini, Villa Sant'Angelo.